# Samuil Vulcan
Samuil Vulcan (ur. 1 sierpnia 1758 w Vezie, zm. 25 grudnia 1839 w Oradei) – rumuński duchowny greckokatolicki, biskup Oradea Mare (1807–1839).

## Życiorys
Urodził się we wsi Veza (obecnie część Blaju). Studiował teologię w wiedeńskim Barbareum. Otrzymał święcenia kapłańskie w 1784 roku. W 1785 udał się na dalsze studia do Lwowa, gdzie został zastępcą rektora miejscowego seminarium. W 1790 r. został członkiem kapituły katedralnej w Oradei. 12 września 1806 roku wybrano go biskupem Oradei. Wybór ten został potwierdzony 23 marca 1807 r. przez papieża Piusa VII. Został wyświęcony na biskupa 7 czerwca 1807 r. w katedrze Świętej Trójcy w Blaju przez Ioana Boba, biskupa Fogaraszu.
Przeprowadził odbudowę katedry w Oradei (1836-1839).
Założył gimnazjum w Beiuș (Colegiul Național „Samuil Vulcan”), drugą obok Blaju rumuńską szkołę unicką.
Zmarł 25 grudnia 1839 w Oradei i został pochowany w miejscowej katedrze.

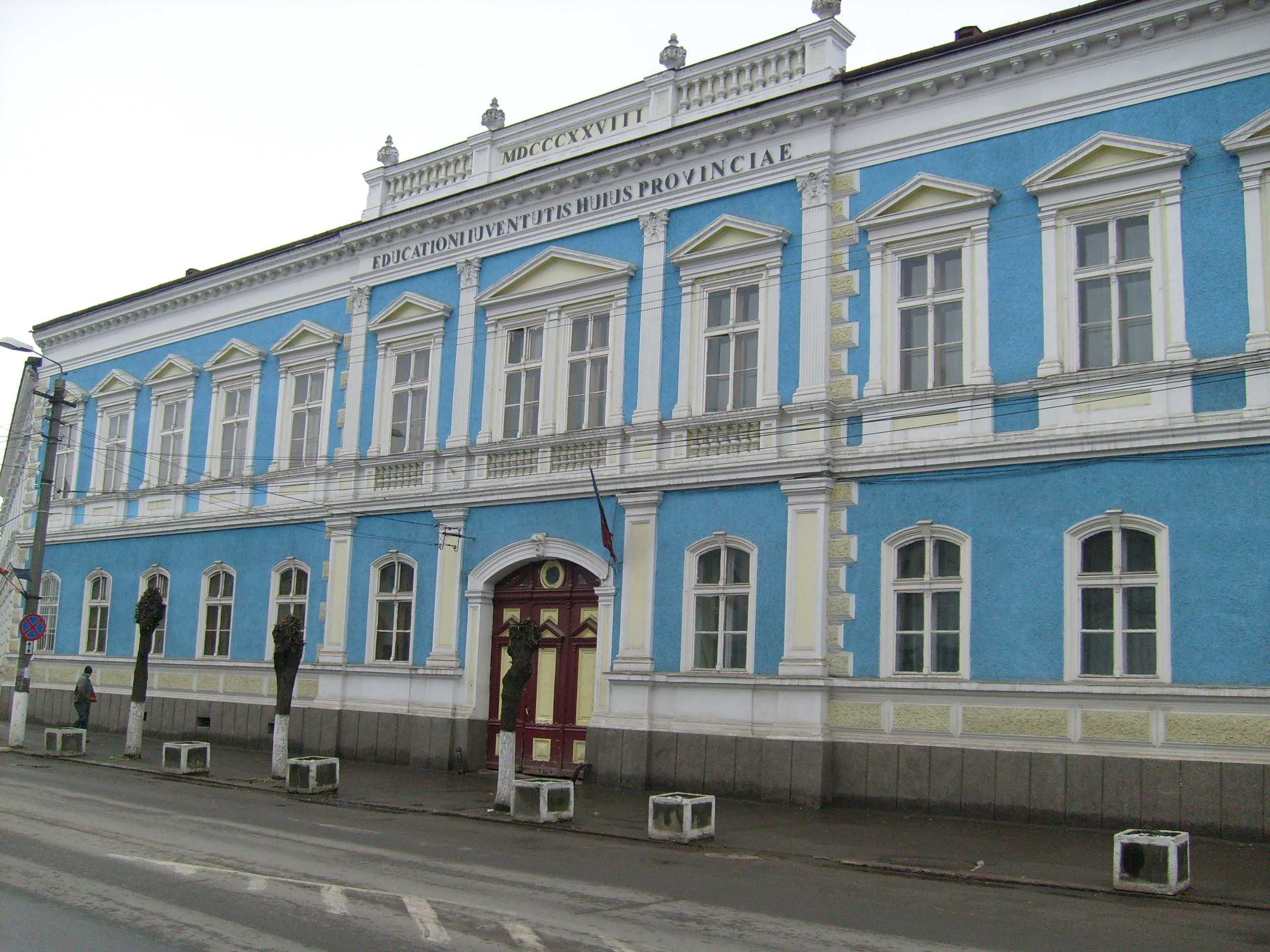
Colegiul Național „Samuil Vulcan” w Beiuș